# Gneisenau (1936)
Gneisenau – niemiecki pancernik z okresu II wojny światowej, typu Scharnhorst. Nazwę tę wcześniej nosił krążownik pancerny „Gneisenau” z I wojny światowej.

## Operacja Weserübung (IV 1940)
Podczas inwazji na Norwegię (operacja Weserübung) „Scharnhorst” i „Gneisenau” należały do Grupy 1, która dostarczyła żołnierzy do Narwiku. Podczas tej operacji, 9 kwietnia stoczyły pojedynek z brytyjskim krążownikiem liniowym HMS „Renown”, podczas którego „Gneisenau” został uszkodzony.

## Operacja Juno(VI 1940)
Podczas tej operacji „Scharnhorst”, „Gneisenau” i niszczyciele „Karl Galster”, „Hans Lody”, „Erich Steinbrink”, „Hermann Schoemann” napotkały 8 czerwca 1940 lotniskowiec HMS „Glorious” w eskorcie niszczycieli HMS „Ardent” i HMS „Acasta”. Wszystkie brytyjskie okręty zostały zatopione, lecz „Acasta” uszkodził torpedą „Scharnhorsta” powodując śmierć 48 członków załogi.

## Operacja Berlin(XII 1940 – III 1941)

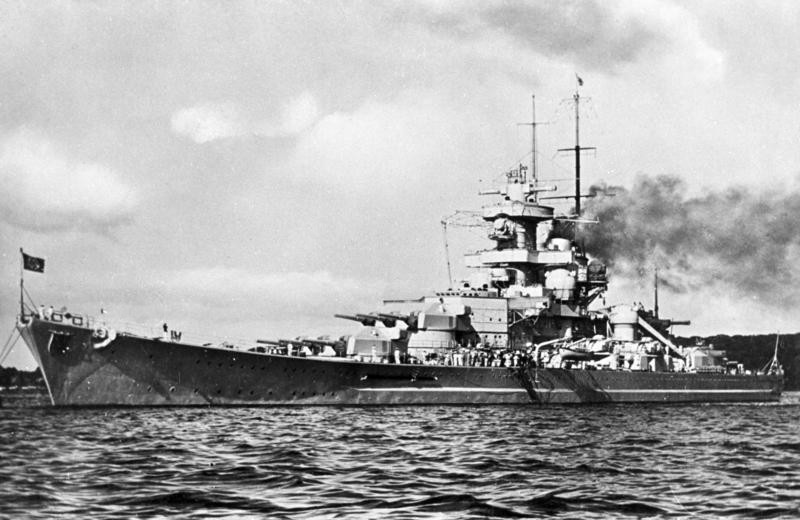
„Gneisenau” w porcie w 1939

28 grudnia 1940 „Scharnhorst” i „Gneisenau” próbowały przedostać się na Atlantyk, lecz sztorm uszkodził „Gneisenaua” i okręty zawróciły. Dopiero 3 lutego 1941 r. oba okręty przepłynęły przez Cieśninę Duńską, a następnego dnia dotarły w rejon południowej Grenlandii. 8 lutego napotkały konwój HX-106, lecz przerwały atak z powodu otrzymania rozkazu niepodejmowania walki z okrętem eskorty, którym był stary pancernik HMS „Ramillies”. Kilka dni później, 22 lutego, zatopiły 4 brytyjskie statki handlowe. Dzięki słabej aktywności lotnictwa, okrętom udało się uniknąć spotkań z okrętami Royal Navy.
Pomiędzy 7 a 9 marca zamierzały podjąć atak w rejonie Sierra Leone na konwój SL-67, zrezygnowały z niego, gdy zauważony został okręt eskorty – pancernik HMS „Malaya”, ale naprowadziły na niego U-Booty, które zatopiły 5 statków o łącznym tonażu 28 488 BRT.
16 marca zespół zatopił 13 statków transportowych, w tym 4 przez „Scharnhorsta”. Była to ostatnia akcja okrętów przed wpłynięciem do portu w Breście 22 marca. Podczas tej operacji, zostały zatopione 22 statki transportowe o tonażu 115 600 BRT w tym 8 o tonażu 49 300 BRT przez „Scharnhorsta”.
Po powrocie, podczas napraw w Breście „Gneisenau” został nad ranem 6 kwietnia 1941 uszkodzony brytyjską torpedą lotniczą zrzuconą przez jedyny samolot Bristol Beaufort z 22. Dywizjonu RAF z czterech wysłanych, który dotarł nad cel (został on po ataku zestrzelony). Torpeda trafiła w prawą burtę w części rufowej, powodując zalania i uszkodzenia mechanizmów i konieczność dokowania. W nocy 10/11 kwietnia został jeszcze zbombardowany podczas nalotu RAF-u, otrzymując cztery trafienia bombami. Zginęło 72 marynarzy i 90 zostało rannych, z czego 16 później zmarło.

## Operacja Cerberus (II 1942)
12 lutego 1942 „Gneisenau” wraz z okrętami „Scharnhorst” i „Prinz Eugen” przedarł się z bombardowanego przez Royal Air Force Brestu do Kilonii (Operacja Cerberus). Na wysokości Terschelling w Holandii „Gneisenau” został jednak uszkodzony przez bliski wybuch miny magnetycznej, która wybuchła w pobliżu rufowej części jednostki. Okręt skierowano więc na remont w Kilonii.
Uszkodzenia naprawiono do 26 lutego 1942, lecz w nocy z 26 na 27 lutego 1942 „Gneisenau” został ciężko uszkodzony w brytyjskim nalocie na Kilonię. Częściowo wyremontowaną jednostkę przeholowano do Gotenhafen (okupacyjna nazwa Gdyni), gdzie miała być poddana kapitalnemu remontowi i przezbrojeniu w 6 dział 380 mm w dwudziałowych wieżach, jednak remont opóźniał się, gdyż priorytetem były prace na okrętach podwodnych.

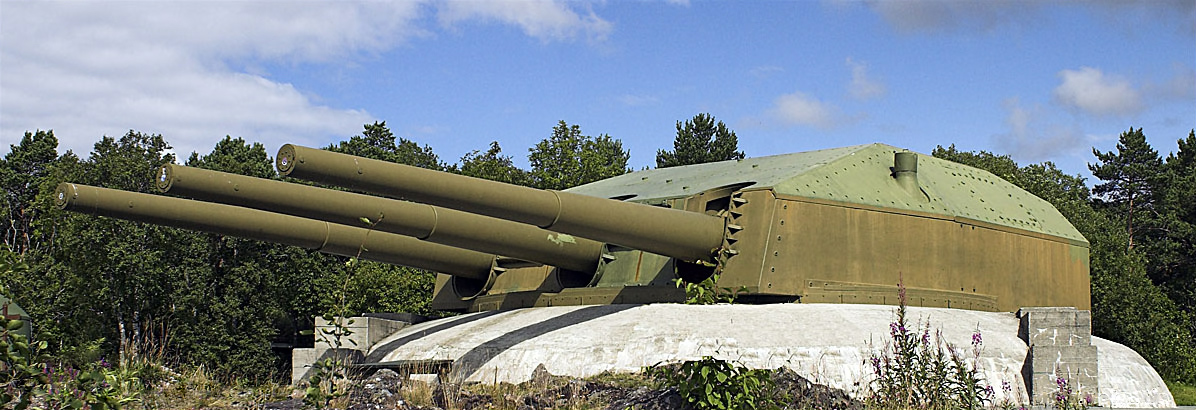
Rufowa wieża z „Gneisenau” jako bateria nadbrzeżna w Ørland w Norwegii

W lipcu 1942 okręt wycofano ze służby i rozpoczęto demontaż artylerii. Rufowa wieża artyleryjska, Caesar, została wykorzystana jako bateria artylerii nadbrzeżnej Austrått Fort w Ørland, 100 km od Trondheim w Norwegii, gdzie znajduje się do dzisiaj. W Danii, w dawnym „Stevnsfort” koło Rødvig, do dzisiaj znajdują się dwie bliźniacze wieżyczki z działami kalibru 150 mm.
W 1943 r. ostatecznie zarzucono plany wyremontowania okrętu.

## Zatopienie (III 1945)

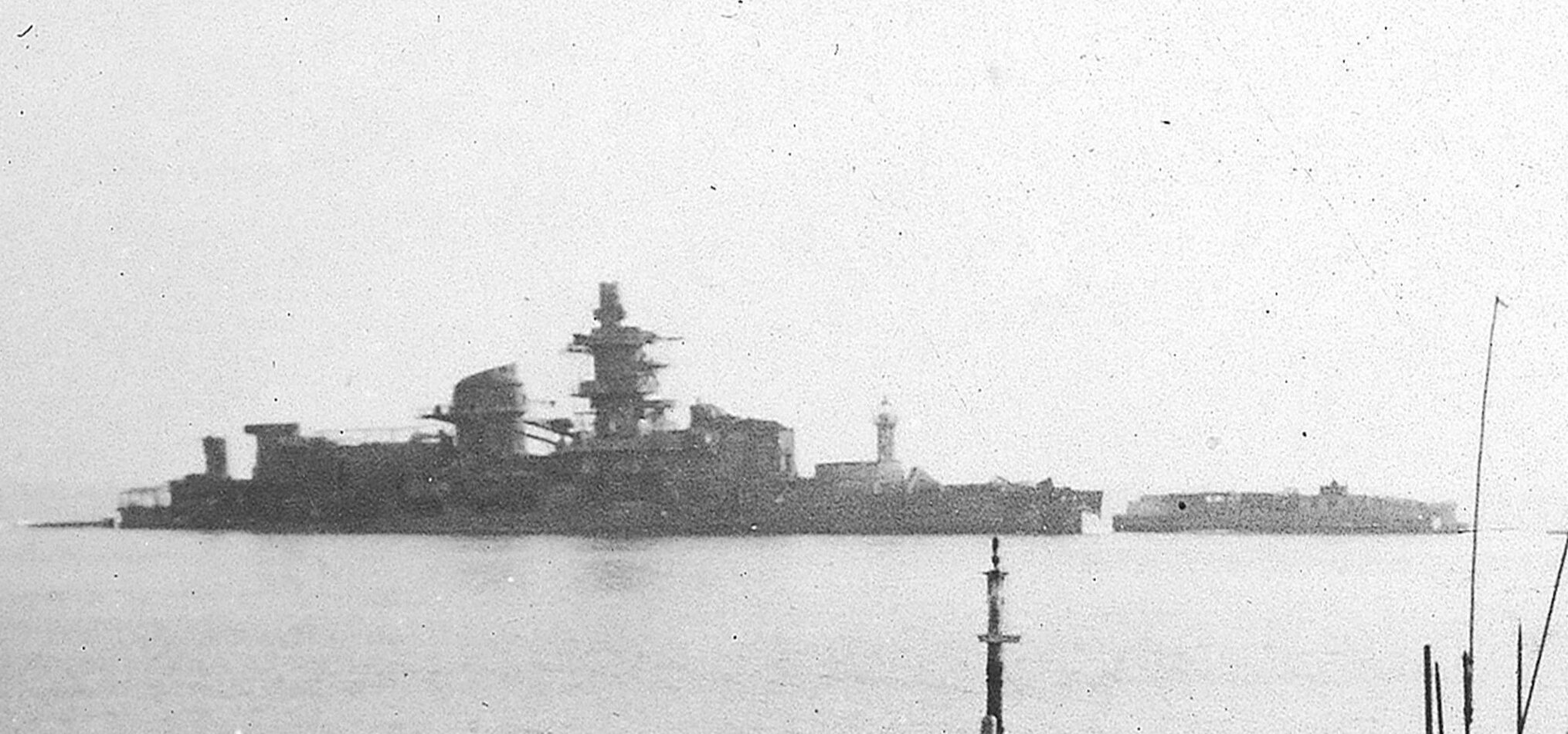
Wrak „Gneisenau”

„Gneisenau” został zatopiony przez wycofujące się wojska niemieckie u wejścia do portu w Gdyni w marcu 1945. W latach 1945–1946 nadbudówki i wieże pancerne zostały zdemontowane przez pracowników powstałego m.in. w tym celu przedsiębiorstwa robót podwodnych i nurkowych – Polskie Ratownictwo Okrętowe i przeznaczone na złom. 15 lipca 1949 roku podjęto decyzję o rozpoczęciu demontażu kadłuba. 27 kwietnia 1950 roku prace rozpoczęło Przedsiębiorstwo Ratownictwa Okrętowego. W czasie prac w wypadku (przymknięte drzwi we wnętrzu wraku przycisnęły wąż powietrzny) zginął nurek Józef Kaniewski. W dniach 6–12 września 1951 roku wrak został ostatecznie podniesiony i przekazany Przedsiębiorstwu Demontażu Wraków. Po złomowaniu uzyskano około 400 ton metali kolorowych, 30 000 ton wysokogatunkowej stali, dwie nadające się do remontu turbiny, kilkaset kilometrów kabli, liczne silniki elektryczne i części mechaniczne.
Prace nad wydobyciem wraku zostały opisane w socrealistycznej odzie Jarosława Iwaszkiewicza pt. Na wydobycie pancernika „Gneisenau”, opublikowanej w roku 1951 najpierw na łamach pism literackich, a potem w zbiorach jego wierszy. Wydobycie pancernika było warunkiem pełnego uruchomienia portu gdyńskiego. Ponadto zapoczątkowało serię doskonałych akcji wydobywczych przez polskich nurków, dając też początek „polskiej szkole ratownictwa okrętowego”.
Łańcuchy kotwiczne z wydobytego „Gneisenaua” wykorzystano przy budowie w Szczecinku pomnika Zdobywców Wału Pomorskiego. Łańcuch oplata pomnik dookoła. Sygnalizacyjny reflektor łukowy (średnica zwierciadła 62 cm) zdjęty w trakcie demontażu wraku znajduje się na ekspozycji plenerowej Muzeum Marynarki Wojennej w Gdyni.

## Dane techniczne
– wyporność31 632/37 902 t.
– długość ca229,8/235,4 m.
– szerokość30 m.
– zanurzenie9,9 m.
– załoga1669 osób (1939); 1840 w czasie wojny
– artyleria9 x 28 cm SK C/34; 12 × 150 mm; 14 × 105 mm; 16 × 37 mm; 10 × 20 mm
– wyrzutnia torpedowa2 × 533 mm (typu „Leipzig”)
– samoloty3 x Arado Ar 196A-3
– opancerzeniepokład – od 50 do 105 mm, burty – 350 mm, wieże – 360 mm
– zasięg pływania8200 Mm
– napęd154 000 KM
– max szybkość31 węzłów